# Ricardo Gonçalves
Ricardo Mendes Gonçalves (São Paulo, 8 de agosto de 1883 – São Paulo, 11 de outubro de 1916) foi um poeta e jornalista brasileiro.

## Biografia
Formou-se na Faculdade de Direito de São Paulo em 1912, mas não exerceu a advocacia. Ainda na faculdade, conquistou o primeiro lugar no concurso dos melhores trabalhos em prosa e verso, em 1905, enquanto Monteiro Lobato, de quem foi amigo, ganhou em prosa. No ano seguinte, levou um tiro no braço, enquanto participava de uma greve de ferroviários na capital paulista. Defendeu uma tese de base socialista no Congresso de Estudantes, em São Paulo. Colaborou nos mais variados órgãos de imprensa, entre os quais os jornais Comércio de São Paulo e Estadinho. 
Em 1916, é eleito vereador da Câmara Municipal de São Paulo. Seu único livro de poesia, Ipês, teve publicação póstuma em 1921. A obra, de estética parnasiana, foi editada e prefaciada por Monteiro Lobato, que afirmou sobre a poesia de Ricardo: "Os versos que deixou – poucos, se os medimos pelo tesouro de poesia em permanente irradiar que ele era – não denunciam o alinhavo da feitura, são como cristalizações naturais de sentimentos. Nenhuma tortura, nada de arranjos. A perfeição da simplicidade, inatingível pelo esforço consciente, era seu habitat normal – tão poeta nascera".

## Obras
- Ipês — São Paulo — Monteiro Lobato & Cia. (1921)